# Popiersie Adama Mickiewicza w Warszawie
Popiersie Adama Mickiewicza w Warszawie – pomnik znajdujący się przy ul. Kubańskiej na Saskiej Kępie w Warszawie, na terenie Liceum Ogólnokształcącego im. Adama Mickiewicza, autorstwa Eugeniusza Kozaka. Popiersie odsłonięte zostało w roku 2000. Uzupełnieniem pomnika jest osadzona w chodniku księga z napisem: Pieśniarz to jest nad pieśniarze, co z tej ziemi świętość zrobił.